# 京都潜入捜査官 THE SLIPPERS
『京都潜入捜査官 THE SLIPPERS』（きょうとせんにゅうそうさかん ザ・スリッパーズ）は、2000年7月6日から9月14日まで毎週木曜日に、テレビ朝日系「木曜ミステリー」枠で放送された日本の刑事ドラマ。

## 解説
京都府警本部に極秘で作られた潜入捜査班に所属する刑事たちが、警察官であることを隠して被疑者・被害者などに近づき、事件解決に導く活躍を描く。
捜査課による通常の捜査方法での限界を感じた警察幹部は、試験的に京都府警本部に潜入捜査班を作った。その存在は極秘で表向きは遺留品を管理する部署、劇中に出た人ではメンバーの他には刑事部長しか知らない。

## キャスト

### 潜入捜査班
- 大野妹子 - 名取裕子
- 亀田チヅル - 渡辺えり子
- 高木一馬 - 河相我聞
- 浅井奈々恵 - 今井恵理
- 松平松平 - 奥村公延
- 佐伯大輔 - 小野武彦

### その他
- 大野若芽 - 藤原真季子
- 望月祐介 - ベンガル
- 横尾銀次郎 - 笹野高史
- 神坂建策 - 阿南健治
- ナレーション - 藤村俊二

### ゲスト
第1話「初指令! 心に潜入」
- 根岸季衣、平田満

第2話「自殺志願の美少女」
- 小橋めぐみ

第3話「母のタクシーと涙」
- 杉山彩子

第4話「狙われた学校給食」
- 川俣しのぶ、大沢健

第5話「カード詐欺に潜入」
- 秋本奈緒美

第6話「翔べない鳥の女」
- 早勢美里

第7話「老人ホームの怪談」
- 白島靖代

第8話「危険なお見合い」
- いしのようこ、松村康世、片桐はいり

第9話「秘密クラブへ潜入」
- 永島敏行

第10話「ストーカーと拳銃」
- 草野康太

最終話「決戦! 怪しい魔術」
- 真鍋 - 高杉亘
- 吉田日出子

## スタッフ
- 脚本 - 塙五郎、砂本量、鈴木智、岡崎由紀子、山下梨香、前川淳
- 音楽 - e-KLAY
- 監督 - 黒沢直輔、橋本一、津崎敏喜
- 主題歌 - クミコ「接吻」
- プロデュース - 中嶋豪、榎本美華、矢後義和
- 制作 - テレビ朝日、東映

## 放送日程
| 各話   | 放送日        | サブタイトル     | 脚本       | 監督     | 視聴率 |
| ------ | ------------- | ---------------- | ---------- | -------- | ------ |
| 第1話  | 2000年7月06日 | 初指令! 心に潜入 | 塙五郎     | 黒沢直輔 | 09.1%  |
| 第2話  | 2000年7月13日 | 自殺志願の美少女 | 砂本量     | 黒沢直輔 | 09.5%  |
| 第3話  | 2000年7月20日 | 母のタクシーと涙 | 鈴木智     | 橋本一   | 08.2%  |
| 第4話  | 2000年7月27日 | 狙われた学校給食 | 砂本量     | 橋本一   | 10.8%  |
| 第5話  | 2000年8月03日 | カード詐欺に潜入 | 岡崎由紀子 | 津崎敏喜 | 09.3%  |
| 第6話  | 2000年8月10日 | 翔べない鳥の女   | 砂本量     | 津崎敏喜 | 08.2%  |
| 第7話  | 2000年8月17日 | 老人ホームの怪談 | 山上梨香   | 橋本一   | 09.5%  |
| 第8話  | 2000年8月24日 | 危険なお見合い   | 岡崎由紀子 | 橋本一   | 07.1%  |
| 第9話  | 2000年8月31日 | 秘密クラブへ潜入 | 砂本量     | 津崎敏喜 | 06.9%  |
| 第10話 | 2000年9月07日 | ストーカーと拳銃 | 前川淳     | 黒沢直輔 | 08.4%  |
| 最終話 | 2000年9月14日 | 決戦! 怪しい魔術 | 砂本量     | 黒沢直輔 | 08.1%  |

| テレビ朝日系 木曜ミステリー                   | テレビ朝日系 木曜ミステリー                            | テレビ朝日系 木曜ミステリー                                                       |
| 前番組                                        | 番組名                                                 | 次番組                                                                            |
| --------------------------------------------- | ------------------------------------------------------ | --------------------------------------------------------------------------------- |
| 別れる2人の事件簿 （2000年4月20日 - 6月22日） | 京都潜入捜査官 THE SLIPPERS （2000年7月6日 - 9月14日） | 科捜研の女（SEASON 2） （2000年10月19日 - 12月14日）                              |
| テレビ朝日系列 木曜日19:54 - 20:00枠          |                                                        |                                                                                   |
| 別れる2人の事件簿 ※19:54 - 20:48              | 京都潜入捜査官 THE SLIPPERS                            | 街角 ※19:54 - 19:56 【54分繰り上げ】都のかほり （19:56 - 20:00） 【54分繰り上げ】 |